# Eugene Jarecki
Eugene Jarecki är en amerikansk prisbelönad dokumentärfilmare som bland annat regisserat The Trials of Henry Kissinger (2002), Reagan (2011) och Sundance Film Festival-belönade Why We Fight (2006).